# Odessa A'zion
Odessa A'zion, född den 17 juni 2000 i Los Angeles i Kalifornien, är en amerikansk skådespelare.
A'zion har bland annat medverkat i filmerna Hellraiser (2022), Supercool (2021) och TV-serien Grand Army (2020).

## Filmografi (i urval)
- 2020: Grand Army
- 2021: Supercool
- 2022: Hellraiser
- 2025: Until Dawn
- 2025 – Marty Supreme